# شوالیه ناموجود
شوالیه ناموجود (به ایتالیایی: Il cavaliere inesistente) رمانی از مجموعه نیاکان ما اثر نویسنده ایتالیایی ایتالو کالوینو است. این رمان نخستین بار در سال ۱۹۵۹ به زبان ایتالیایی منتشر و در سال ۱۹۶۲ به زبان انگلیسی ترجمه شد. 
داستان کتاب که در دوران شارلمانی اتفاق می‌افتد درباره آژیلوف، شوالیه‌ای کمال‌گرا، درست‌کار و مومن است که وجود ندارد. در داخل زره خالی آژیلوف تنها پژواک صدایی موجود است. با این وجود او از سر حسن‌نیت و ایمان به سپاه پادشاهی مسیحی پیوسته است.